# Mülheimer SV 06
Mülheimer SV 06 (celým názvem: Mülheimer Sport-Verein 1906 e. V.) byl německý sportovní klub, který sídlil v Kolíně nad Rýnem ve spolkové zemi Severní Porýní-Vestfálsko. Založen byl v roce 1906 pod názvem Mülheimer BC. Svůj poslední název nesl od roku 1945. Zanikl v roce 1949 po fúzi s VfR Köln 04 rrh. do nově založené organizace SC Rapid Köln. Klubové barvy byly červená a bílá.
Největším úspěchem klubu bylo celkem dvojnásobné vítězství v Gaulize Mittelrhein, jedné ze skupin tehdejší nejvyšší fotbalové soutěže na území Německa.

## Historické názvy
Zdroj: 
- 1906 – Mülheimer BC (Mülheimer Ballspiel-Club)
- 19?? – fúze s FC Union Mülheim ⇒ Mülheimer SV 06 (Mülheimer Sport-Verein 1906 e. V.)
- 1943 – KSG VfR 1904/Mülheimer SV Köln (Kriegssportgemeinschaft VfR 1904/Mülheimer SV Köln)
- 1945 – zánik
- 1945 – obnovena činnost pod názvem Mülheimer SV 06 (Mülheimer Sport-Verein 1906 e. V.)
- 1949 – fúze s VfR Köln 04 rrh. ⇒ SC Rapid Köln
- 1949 – zánik

## Získané trofeje
- Gauliga Mittelrhein ( 2× )
  - 1933/34, 1939/40

## Umístění v jednotlivých sezonách
Stručný přehled
Zdroj: 
- 1933–1938: Gauliga Mittelrhein
- 1939–1940: Gauliga Mittelrhein – sk. 1
- 1940–1941: Gauliga Mittelrhein
- 1941–1944: Gauliga Köln-Aachen
- 1947–1948: Rheinbezirksliga – sk. 2
- 1948–1949: Rheinbezirksliga – sk. 1

Jednotlivé ročníky
Zdroj: 
Legenda: Z - zápasy, V - výhry, R - remízy, P - porážky, VG - vstřelené góly, OG - obdržené góly, +/- - rozdíl skóre, B - body, zlaté podbarvení - 1. místo, stříbrné podbarvení - 2. místo, bronzové podbarvení - 3. místo, červené podbarvení - sestup, zelené podbarvení - postup, fialové podbarvení - reorganizace, změna skupiny či soutěže
| Velkoněmecká říše (1933 – 1944)     |                             |        |    |     |     |     |    |    |     |    |        |
| Sezóny                              | Liga                        | Úroveň | Z  | V   | R   | P   | VG | OG | +/- | B  | Pozice |
| 1933/34                             | Gauliga Mittelrhein         | 1      | 20 | 13  | 4   | 3   | 52 | 21 | +31 | 30 | 1.     |
| 1934/35                             | Gauliga Mittelrhein         | 1      | 18 | 7   | 5   | 6   | 35 | 26 | +9  | 19 | 5.     |
| 1935/36                             | Gauliga Mittelrhein         | 1      | 18 | 8   | 4   | 6   | 36 | 22 | +14 | 20 | 4.     |
| 1936/37                             | Gauliga Mittelrhein         | 1      | 20 | 8   | 3   | 9   | 35 | 34 | +1  | 19 | 6.     |
| 1937/38                             | Gauliga Mittelrhein         | 1      | 18 | 7   | 6   | 5   | 34 | 34 | 0   | 20 | 4.     |
| 1938/39                             | Gauliga Mittelrhein         | 1      | 18 | 7   | 3   | 8   | 32 | 34 | -2  | 17 | 7.     |
| 1939/40                             | Gauliga Mittelrhein – sk. 1 | 1      | 12 | 8   | 3   | 1   | 56 | 14 | +42 | 19 | 1.     |
| 1940/41                             | Gauliga Mittelrhein         | 1      | 18 | 10  | 3   | 5   | 45 | 44 | +1  | 23 | 3.     |
| 1941/42                             | Gauliga Köln-Aachen         | 1      | 16 | 9   | 2   | 5   | 39 | 36 | +2  | 20 | 3.     |
| 1942/43                             | Gauliga Köln-Aachen         | 1      | 18 | 9   | 3   | 6   | 53 | 38 | +15 | 21 | 4.     |
| 1943/44                             | Gauliga Köln-Aachen         | 1      | 16 | 7   | 4   | 5   | 42 | 28 | +14 | 18 | 3.     |
| Britská okupační zóna (1947 – 1949) |                             |        |    |     |     |     |    |    |     |    |        |
| Sezóny                              | Liga                        | Úroveň | Z  | V   | R   | P   | VG | OG | +/- | B  | Pozice |
| 1947/48                             | Rheinbezirksliga – sk. 2    | 2      | 26 | ... | ... | ... | 56 | 41 | +15 | 29 | 4.     |
| 1948/49                             | Rheinbezirksliga – sk. 1    | 2      | 26 | ... | ... | ... | 62 | 41 | +21 | 30 | 4.     |

Poznámky
- 1939/40: Mülheimer (vítěz sk. 1) ve finále zvítězil nad SSV Troisdorf 05 (vítěz sk. 2) celkovým poměrem 6:3 (1. zápas – 5:1, 2. zápas – 1:2).
- 1943/44: Klub v soutěži účinkoval pod společným názvem KSG VfR 1904/Mülheimer SV Köln.